# ハゴロモガラス
ハゴロモガラス (学名：Agelaius phoeniceus) は、スズメ目ムクドリモドキ科に分類される鳥類の一種。
名前に「カラス」とあるがカラスの仲間ではない。

## 形態
全長20-22cm。翼に赤いくさび型の模様があるものもいる。

## 分布
新北区、新熱帯区に生息する。

## 生態
群れをつくって採食を行い、時には巣から80kmも移動する。巣はアシやスゲの湿原の水上、主にガマの茎を数本軸にして営巣する。
メキシコよりも北に棲む集団は渡りを行うが、熱帯に棲む個体は大部分が留鳥。

## 謎の大量死
2010年12月31日夜、アメリカ南部アーカンソー州ピービで数千羽が死んでいるのが見つかった。米メディアではアルフレッド・ヒッチコックの『鳥』さながらだと報じている。死んだ鳥の胸には内出血の跡があり、複雑骨折していた。原因は新年を迎える為にあげられた花火に驚き、鳥たちがお互いに衝突死した模様。